# 圖萊縣
图莱县（Dhule district）是印度馬哈拉施特拉邦的一個縣，位於該國西部，面積8,063平方公里，識字率為71.6%，2001年人口1,707,947，人口密度每平方公里212人。

## 外部連結
- Official website of Dhule district （页面存档备份，存于）
- Shirpur1.com information about Shirpur Taluka

20°54′12″N 74°46′29″E / 20.90333°N 74.77472°E